# تيري فانك
تيري فانك (بالإنجليزية: Terry Funk)‏ (و. 1944 – م) هو مصارع محترف، وممثل، وممثل تلفزيوني من الولايات المتحدة الأمريكية . ولد في هاموند .

## روابط خارجية
- تيري فانك على موقع IMDb (الإنجليزية)
- تيري فانك على موقع ميتاكريتيك (الإنجليزية)
- تيري فانك على موقع روتن توميتوز (الإنجليزية)
- تيري فانك على موقع ألو سيني (الفرنسية)
- تيري فانك على موقع أول موفي (الإنجليزية)
- تيري فانك على موقع قاعدة بيانات الأفلام السويدية (السويدية)
- تيري فانك على موقع قاعدة بيانات الفيلم (الإنجليزية)
- تيري فانك على موقع كينوبويسك (الروسية)
- تيري فانك على موقع WrestlingData.com (الإنجليزية)
- تيري فانك على موقع CageMatch worker (الإنجليزية)
- تيري فانك على موقع قاعدة بيانات المصارعة على الإنترنت (الإنجليزية)
- تيري فانك على موقع عالم المصارعة على الإنترنت (الإنجليزية)
- تيري فانك على موقع عالم المصارعة على الإنترنت (الإنجليزية)